# Chirita infundibuliformis
Chirita infundibuliformis är en tvåhjärtbladig växtart som beskrevs av Wen Tsai Wang. Chirita infundibuliformis ingår i släktet Chirita och familjen Gesneriaceae. Inga underarter finns listade i Catalogue of Life.